# Булига Андрій Євстахійович
Андрій Євстахійович (Остапович) Булига (25 вересня 1902, село Канави Полтавської губернії, тепер Кобеляцького району Полтавської області — 21 липня 1989, місто Одеса) — радянський діяч органів державної безпеки, генерал-майор. Депутат Верховної Ради УРСР 2-го скликання.

## Біографія
Народився в бідній селянській родині. У 1918 році закінчив початкове училище і деякий час працював у волосному земельному відділі.
З 1919 року — в Робітничо-селянській Червоній армії. З 1921 року служив у загонах «по боротьбі із бандитизмом» на Полтавщині.
У 1926 році закінчив Сумську піхотну школу і був призваний на службу до прикордонних військ ДПУ-НКВС.
Член ВКП(б) з 1927 року.
У 1938—1939 роках — начальник штабу Кяхтинського прикордонного загону, командир батальйону, командир особливого прикордонного загону Забайкальського прикордонного округу. Учасник бойових дій проти японської армії у районі Халхин-Голу.
Учасник німецько-радянської війни. У 1941 році командував 6-м прикордонним загоном у місті Раквере Естонської РСР. У 1942 році командував 6-ю дивізією військ НКВС у Дагестанській АРСР, у 1943 році був командиром 8-ї Грозненської дивізії військ НКВС. Потім командував військами НКВС Грузинської РСР, очолював 66-ту дивізію військ НКВС.
У листопаді 1945 — березні 1946 року — командир 62-ї стрілецької дивізії внутрішніх військ НКВС СРСР.
У березні 1946 — лютому 1948 року — начальник Управління Міністерства внутрішніх справ УРСР по Тернопільській області.
У лютому 1948 — вересні 1950 року — 1-й заступник міністра внутрішніх справ Української РСР.
У вересні 1950 — березні 1953 року — начальник Управління Міністерства внутрішніх справ УРСР по Харківській області.
У квітні 1954 — липні 1956 року — міністр внутрішніх справ Азербайджанської РСР.
Потім — у відставці.
Помер 21 липня 1989 року в місті Одесі. Похований на Таїровському цвинтарі Одеси.

## Звання
- майор державної безпеки
- підполковник державної безпеки
- полковник державної безпеки (29.11.1940)
- генерал-майор (8.04.1944)

## Нагороди
- орден Леніна
- орден Трудового Червоного Прапора (23.01.1948)
- три ордени Червоного Прапора (17.11.1939, 1942,)
- орден Вітчизняної війни 1-го ст.
- орден Кутузова 2-го ст. (21.09.1945)
- два ордени Червоної Зірки (1942, 19.09.1952)
- монгольський бойовий орден 1-го ст.
- медалі
- заслужений працівник НКВС (1941)